# Fußball-Oberliga Süd
Fußball-Oberliga Süd byla jedna z pěti skupin Oberligy, nejvyšší fotbalové soutěže na území Německa v letech 1945–1963. Vytvořena byla v roce 1945 americkou okupační správou. Pořádala se na území Bavorska, Bádensko-Württemberska a Hesenska. Vítězové jednotlivých skupin Oberligy postupovaly do celostátní soutěže, která trvala necelý měsíc a v ní se kluby utkávaly vyřazovacím způsobem.
Zanikla v roce 1963 po vytvoření první ligové soutěže na území Německa (Bundesliga).

## Nejlepší kluby v historii – podle počtu titulů
Zdroj: 
| Vítězové nejvyšší ligové soutěže |        |                                    |
| Klub                             | Tituly | Vítězné ročníky                    |
| 1. FC Norimberk                  | 6      | 1947, 1948, 1951, 1957, 1961, 1962 |
| VfB Stuttgart                    | 3      | 1946, 1952, 1954                   |
| Karlsruher SC                    | 3      | 1956, 1958, 1960                   |
| Kickers Offenbach                | 2      | 1949, 1955                         |
| Eintracht Frankfurt              | 2      | 1953, 1959                         |
| SpVgg Fürth                      | 1      | 1950                               |
| TSV 1860 München                 | 1      | 1963                               |

## Vítězové jednotlivých ročníků
Zdroj: 
| Fußball-Oberliga Süd (1945–1963)                                                                              |                         |                                                          |                                                          |
| Ročník | Vítěz Oberligy          | Umístění v německém mistrovství                          | Německý mistr                                            |
| 1945/46 | VfB Stuttgart (1)       | německé mistrovství se nekonalo z důvodu okupace Německa | německé mistrovství se nekonalo z důvodu okupace Německa |
| 1946/47 | 1. FC Norimberk (1)     | německé mistrovství se nekonalo z důvodu okupace Německa | německé mistrovství se nekonalo z důvodu okupace Německa |
| 1947/48 | 1. FC Norimberk (2)     | Vítěz                                                    | 1. FC Norimberk                                          |
| 1948/49 | Kickers Offenbach (1)   | Čtvrtfinále                                              | VfR Mannheim                                             |
| 1949/50 | SpVgg Fürth (1)         | Semifinále                                               | VfB Stuttgart                                            |
| 1950/51 | 1. FC Norimberk (3)     | Skupina 2 (2. místo)                                     | 1. FC Kaiserslautern                                     |
| 1951/52 | VfB Stuttgart (2)       | Vítěz                                                    | VfB Stuttgart                                            |
| 1952/53 | Eintracht Frankfurt (1) | Skupina 1 (2. místo)                                     | 1. FC Kaiserslautern                                     |
| 1953/54 | VfB Stuttgart (3)       | Skupina 1 (2. místo)                                     | Hannover 96                                              |
| 1954/55 | Kickers Offenbach (2)   | Skupina 2 (3. místo)                                     | Rot-Weiss Essen                                          |
| 1955/56 | Karlsruher SC (1)       | Finále                                                   | Borussia Dortmund                                        |
| 1956/57 | 1. FC Norimberk (4)     | Skupina 1 (3. místo)                                     | Borussia Dortmund                                        |
| 1957/58 | Karlsruher SC (2)       | Skupina 2 (2. místo)                                     | FC Schalke 04                                            |
| 1958/59 | Eintracht Frankfurt (2) | Vítěz                                                    | Eintracht Frankfurt                                      |
| 1959/60 | Karlsruher SC (3)       | Skupina 1 (2. místo)                                     | Hamburger SV                                             |
| 1960/61 | 1. FC Norimberk (5)     | Vítěz                                                    | 1. FC Norimberk                                          |
| 1961/62 | 1. FC Norimberk (6)     | Finále                                                   | 1. FC Köln                                               |
| 1962/63 | TSV 1860 München (1)    | Skupina 2 (2. místo)                                     | Borussia Dortmund                                        |
| • V roce 1963 se kluby Mistrovství NSR dohodly na založení Německé fotbalové Bundesligy (Fußball-Bundesliga). |                         |                                                          |                                                          |